# Kirchengerichtshof der Evangelischen Kirche in Deutschland
Der Kirchengerichtshof der EKD ist seit 2004 das zweitinstanzliche Gericht der Evangelischen Kirche in Deutschland (EKD). Die maßgeblichen kirchenrechtlichen Regelungen finden sich vor allem in Artikel 32 der Grundordnung der EKD und im Kirchengerichtsgesetz (KiGG.EKD). Entstanden ist der Kirchengerichtshof aus dem Disziplinarhof der EKD, dem Verwaltungsgericht für mitarbeitervertretungsrechtliche Streitigkeiten der EKD und dem Verwaltungsgerichtshof der UEK.

## Organisation
Der Kirchengerichtshof hat – wie die übrigen Kirchengerichte der EKD – seinen Sitz in Hannover (§ 1 Abs. 1 KiGG.EKD). Die Mitglieder des Kirchengerichtshofs und ihre Stellvertreter werden vom Rat der Evangelischen Kirche in Deutschland auf sechs Jahre berufen (§ 9 KiGG.EKD). Ihre Tätigkeit ist ehrenamtlich (§ 12 KiGG.EKD). Die Präsidenten und Vorsitzenden Richter müssen die Befähigung zum Richteramt nach dem Deutschen Richtergesetz haben (§ 2 Abs. 1 Satz 2 KiGG.EKD). Gerichtskosten werden nicht erhoben (§ 22 KiGG.EKD). Verfahrensbevollmächtigte müssen Mitglied einer Kirche sein, die der Arbeitsgemeinschaft Christlicher Kirchen (AcK) angehört (§ 21 KiGG.EKD). Verfahrensbeendende Entscheidungen ergehen „Im Namen der Evangelischen Kirche in Deutschland“ (§ 18 Abs. 1 Satz 1 KiGG.EKD).
Der Kirchengerichtshof ist gegliedert in fünf Senate, die grundsätzlich in der Besetzung mit drei Richtern einschließlich des Vorsitzenden bzw. Präsidenten entscheiden:
- Verwaltungssenat (Registerzeichen 0135; seit 2011)[5]
- Erster Senat in Disziplinarsachen (I-0125)[6]
- Zweiter Senat in Disziplinarsachen (II-0125)[7]
- Erster Senat für mitarbeitervertretungsrechtliche Streitigkeiten (I-0124)[8]
- Zweiter Senat für mitarbeitervertretungsrechtliche Streitigkeiten (II-0124)[9]

## Zuständigkeit
Der Kirchengerichtshof der Evangelischen Kirche in Deutschland entscheidet in zweiter Instanz u. a. in Verfahren nach dem Disziplinargesetz der Evangelischen Kirche in Deutschland, über Streitigkeiten aus der Anwendung des Mitarbeitervertretungsgesetzes der EKD und in Verfahren nach dem Verwaltungsgerichtsgesetz der EKD (§ 5 Abs. 3 KiGG.EKD).
Erstinstanzliches Gericht ist das Kirchengericht der Evangelischen Kirche in Deutschland, soweit es sich um Streitigkeiten auf dem Gebiet der EKD handelt oder die Landeskirchen die Zuständigkeit des Gerichts begründet haben. Andernfalls sind die Gerichte der Landeskirchen auf ihrem Gebiet erstinstanzlich zuständig.
Für verfassungsrechtliche Streitigkeiten ist alleine der Verfassungsgerichtshof der Evangelischen Kirche in Deutschland zuständig.

## Veröffentlichte Urteile
| Datum      | Aktenzeichen  | Vorinstanz                                   | Verfahrensgegenstand                               |
| ---------- | ------------- | -------------------------------------------- | -------------------------------------------------- |
| 2022-09-09 | 0135/4-2020   | KG EKD (0136/A10-2019)                       | Überlassung von Kopien personenbezogener Daten     |
| 2021-06-04 | I-0125/1-2018 | DK Bayern (DiszK-14)                         | Zurückstufung für fünf Jahre                       |
| 2018-11-23 | 0135/3-2018   | KG EKD (Rheinland, 0134/1-2016)              | Entschädigung wegen überlangen Gerichtsverfahrens  |
| 2017-06-29 | 0125/1-2017   | KG EKD (Mitteldeutschland, 0134/2-2013)      | Entfernung aus dem Dienst                          |
| 2016-12-16 | 0135/6-2015   | KVG Rheinland (2 VG 04/14)                   | Berechnung der Dienstzeit                          |
| 2016-09-23 | 0135/14-2015  | VG Berlin-Brandenburg-Oberlausitz (VG 3/15)  | Versorgungsehe                                     |
| 2016-01-22 | 0135/1-2015   | KG EKD (Mitteldeutschland, 0136/2-2012)      | Kirchen-/Pfarrland                                 |
| 2015-05-29 | 0135/5-2014   | KVG Rheinland (2 VG 37/2010)                 | Abberufung eines Funktionspfarrers                 |
| 2013-11-29 | 0135/12-2012  | Gericht Bremen (G/BEK 1/2011)                | Abberufung eines Pfarrers                          |
| 2012-06-01 | 0135/22-2011  | Gemeinsames VG Lippe/ERK (900-2/62)          | Abberufung/Kündigung eines Stiftungsvorstands      |
| 2012-01-27 | 0135/27-2011  | VG Berlin-Brandenburg-Oberlausitz (VG 13/11) | Anfechtung der Auflösung eines Gemeindekirchenrats |
| 2011-10-25 | 0135/21-2011  | VG Baden (VG 4/2010)                         | Zusammenlegung von Pfarrgemeinden                  |
| 2009-03-23 | 0125/1-08     | DK Baden (D 1/2007)                          | Entfernung aus dem Dienst                          |